# Тимо фон Веттин
Тимо фон Веттин (нем. Thimo von Wettin; ранее 1034 — 1101/1118) — граф Брены с 1034 года, граф Веттина, фогт Гербштедта, сын Дитриха II фон Веттин (убит 1034) и Матильды Мейсенской. Тимо был первым представителем рода, который взял прозвание Веттин.

## Биография
После смерти отца Тимо, графа Дитриха, Веттиновские владения были разделены между четырьмя сыновьями. Тимо вместе с братом Геро получил часть Айленбургского графства, получившую название графство Брена. Позже по замку Веттин, которым он владел, Тимо первым из представителей рода стал именоваться графом Веттина.
Как и многие другие представители саксонской знати, Тимо, женатый на дочери Оттона Нортхеймского, во время саксонского восстания против императора Генриха IV был в числе его противников. При этом он конфликтовал с родным братом, епископом Мюнстера Фридрихом, а также племянником, епископом Наумбурга Гюнтером, которые поддерживали императора. Однако позже Тимо перешёл в число сторонников императора. В 1088 году он участвовал в собрании знати в Кведлинбурге, на котором император Генрих лишил Мейсенской марки маркграфа Экберта II.
Последний раз Тимо упоминается в 1101 году. Он умер до 1118 года.
Тимо долгое время считался одним лицом с Тимо Кюстрицким, основателем Наумбургского собора, однако в настоящее время ряд исследователей сомневаются в корректности подобной идентификации.

## Брак и дети
Жена: с ок. 1086 Ида Нортхеймская (ок. 1050/1060 — после 1100), дочь Оттона, графа Нортхеймского и герцога Баварии, и Рихенцы Швабской. Дети:
- Деди IV (ум. 16 декабря 1124), граф Веттина, граф Гройча
- Конрад Великий (ок. 1097/98 — 5 февраля 1157), граф Веттина, граф Брены и Камбурга с до 1116, граф Айленбурга с 1123, маркграф Мейсена с 1125, маркграф Лужицкий с 1136
- Матильда (ум. 22 января 1155); 1-й муж: Геро (12 июля 1097 — 19 сентября 1133), граф Зеебурга; 2-й муж: Людвиг II фон Виппа (ум. 1151)